# 庫約鱷屬
庫約鱷屬（學名：Cuyosuchus）是種已滅絕爬行動物，屬於主龍形類，化石發現於阿根廷門多薩省的Cachueta地層，地質年代為三疊紀晚期。正模標本（編號MCNAM 2669）是一個部分骨骼，包含：26節脊椎、肋骨、部分肩帶、部分骨盆、肱骨、部分前臂、左股骨與脛骨、皮內成骨（鱗甲）、以及其他零碎骨頭。模式種是休尼氏庫約鱷（學名：C. huenei），是由奧斯瓦爾多·雷格（Osvaldo Reig）在1961年所敘述、命名，當時被歸類於原鱷龍科。在2003年，其他研究人員發現庫約鱷無法被歸類於任何一科。